# Chiesa di San Michele (San Michele Mondovì)
La chiesa di San Michele è la parrocchiale di San Michele Mondovì, in provincia di Cuneo e diocesi di Mondovì.

## Storia
La chiesa venne costruita nel 1710, per sostituire la vecchia chiesa; nel 1900, invece, venne costruito il nuovo campanile e il nuovo presbiterio.

## Struttura
La chiesa, probabilmente opera dell'architetto monregalese Francesco Gallo, è in stile Neoclassico.

### Sagrato
Il sagrato della chiesa è raggiungibile tramite una scalinata frontale alla chiesa o dal lato destro e sinistro dove risulta essere al livello della strada.
Il sagrato ha una pavimentazione di pietra.

### Entrata
Saliti sul sagrato, si può entrare nella chiesa tramite il portone d'ingresso. L'entrata è separata dall'interno tramite una bussola in legno.
Solitamente l'ingresso è consentito dalle porte laterali, mentre in occasioni particolari, viene aperta anche la porta centrale.

### Interno
La chiesa è formata da tre navate, due laterali e una centrale. Ha due file di banchi.
Presso le navate laterali ci sono quattro Altari, due a destra e due a sinistra, due Confessionali, due statue e, nella navata di destra, il Pulpito in legno, riccamente e finemente intarsiato.
In fondo alle navate c'è il Presbiterio, con l'Altare principale in marmo e l'Ambone, anch'esso in marmo.
Il Tabernacolo del Santissimo Sacramento si trova dietro l'altare.

## Dipinti
Ogni Altare laterale presenta splendidi dipinti. Degno di nota è il dipinto della Sacra Sindone presente nell'ultimi Altare a sinistra. In fondo alla chiesa, inoltre, vi è un maestoso dipinto di San Michele Arcangelo.
Lungo tutto il perimetro della chiesa vi sono le Stazioni, finemente dipinte, e inoltre presso ogni colonna c'è una frase del Padre Nostro.
Importante è il Trittico dipinto dai tre artisti sanmichelesi Pecchenino, Cozza e Roà. Esso rappresenta Santa Giustina, San Michele Arcangelo e, al centro, la Sacra Famiglia.